# 巴塘县
巴塘县（藏語：འབའ་ཐང་རྫོང་，威利转写：'ba' thang rdzong，藏语拼音：Batang Zong），是中华人民共和国四川省甘孜藏族自治州西南部的一个县，县治夏邛鎮，西隔金沙江与西藏自治区芒康县和云南省德钦县相望，北与白玉县接壤，东接同州的乡城县，南临得荣县。巴塘是川藏大道咽喉，少数民族有占比例最大的藏族、羌族、纳西族、彝族和回族等。

## 词源
“巴塘”（Batang）一词音译自藏语，其意为“在一大片草地上，羊的叫声处处可听见。”(ba - 藏语对羊叫声的发音 + tang - 指坝、干草原)。

## 历史
羌族很早就在巴塘这个区域内聚居，在汉代时建立了“白兰國”，在唐代武德年间并入唐，乾封二年，白狼王国被吐蕃政权消灭并兼并。在元设巴塘招讨司。明朝一度属于丽江土司，凡七十一年，明清两代对巴塘的经营管理是为了阻隔北部蒙古势力与西藏的政治联系。明末青海蒙古和硕特部固始汗统治康区，派第巴（又称营官）驻巴塘、里塘征税。
清朝康熙五十八年（1719年），清朝三路大军入藏，击败准噶尔部，四川永宁协副将岳钟琪率兵2000人，击败和硕特部，擒斩里塘第巴达哇兰占巴等，巴塘第巴喀木布投降，清政府在巴塘设粮台（又称军粮府），以县级官员充粮务委员（简称粮员或粮务）负责输藏的粮饷转运，兼理地方土司、政务。又设驻防都司、专汛千总各1员，专司台站文报；外委1员，负责稽查金沙江渡口；以流官例，任命当地土头为宣抚使司1员，副宣抚使司1员（即所谓“巴塘正副土司”）管理地方，其下辖六品土百户7员。雍正七年（1729），川陕总督岳钟琪奏“巴塘、里塘正副土官原无世代头目承袭，照流官例，开缺题补”。 汉人最早在巴塘移居是在康熙五十八年，是一些来自陕西的商人随军而来移居到此地。在设置粮台派驻军队后移民人数不断上升。乾隆二十九年（1764年）巴塘汉商人达到了80多家。
雍正四年（1726），勘定川、滇、藏边界，巴塘正式归属四川省。设巴安县，后升巴安府。改土归流前，巴塘地方包括现今巴塘县全境和西藏芒康县的盐井地区以及今得荣县北部、白玉县南部的部分地区。清政府在川边兴办垦务时，首先选中巴塘作为试办垦务之地。
同治九年三月十一日（1870年4月11日，也有来源说是在1868年或1869年 或1871年），巴塘发生大地震，城镇几近乎毁灭，据记载地震幸存者仅1000余人。
1905年，清政府在巴塘等藏区进行屯垦、练兵等一系列活动稳固边疆，一些排外的喇嘛制造了暴动，当时清朝驻西藏帮办大臣凤全等50余人在其中遇难，一些天主教堂也遭到摧毁。此事件爆发之后，被派遣的赵尔丰血腥地镇压了叛乱在之后赵尔丰在巴塘开设了银行、邮电、学务局以及修建了公路，使之成为了康区的一商业中心。1910年赵尔丰在巴塘县城丁宁寺北、巴曲河畔、占地20亩开办的皮革厂的产品在南样劝业会上得到陈列展览，并获得奖项。
民國元年（1912年），第十三世達賴喇嘛發布《告民眾書》，宣布西藏獨立，拉薩政府要管轄大藏區，派藏軍進攻川邊，藏軍5月13日抵達巴塘，開始圍攻守城的川邊巡防軍統領顧占文部。顧占文向駐守甘孜的劉贊廷求援, 兩軍合力在7月底擊退藏軍。

中華民國時期，巴塘縣屬西康省管轄

民國二年（1913年）复改巴安县，屬川邊，十四年（1925年），改屬西康特別區域，后屬西康省政府。1932年四川军阀刘文辉派兵击退了藏军，收复了金沙江以东的甘孜、新龙、德格等县。并试图进军攻打昌都。此时在巴塘，一个有着半藏族血统的格桑澤仁（Kesang Tsering）受南京国民政府蒋介石之命令以及借助当地部落的支持前来推翻刘文辉在巴塘等藏区的统治，但计划失败，他本人也遭驱逐出巴塘。此时在这个区域曾一位有大权的“强盗喇嘛”（"freebooter Lama" ）得到藏军的支持曾占领了巴塘，但已经撤退。1932年8月，西藏政府已失去大量土地，达赖喇嘛曾向印度政府发过电报希望获得外交上的援助。1934年初，藏军与刘文辉签订停战协议，西藏政府将金沙江以东的所有领土（包括巴塘）割让给刘文辉，除了曾经由之前汉人控制的在江西边的一块飞地。

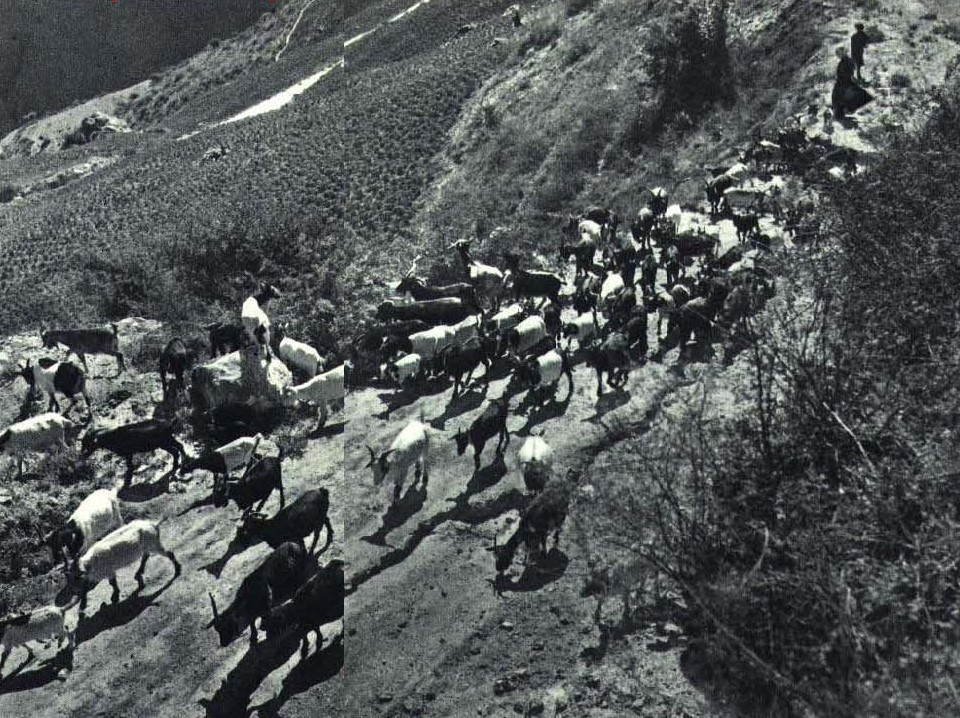
1965年巴塘县巴汪人民公社的羊群

中华人民共和国成立后，1951年改为巴塘县。1955年取消西康省后，正式划入四川省甘孜藏族自治州。

## 地理
巴塘位於青藏高原东南边缘处，金沙江的東岸的巴曲河谷平原上，平原宽30多里，氣候溫和，土地肥沃，年平均气温13摄氏度，大部分地区属于大陆性季风气候，農產富饶丰裕，人口较其他地方更稠密。距离成都市超过800公里:1，在民国西藏政府统治时期，巴塘县也是去往成都道路的最远点。其县治夏邛鎮所在海拔2580米，全县面积7852平方公里。全县最高峰为沙鲁里山的格聂山，6174.5米。
作为界河的金沙江流经巴塘县7个县，其平均流量943立方米/秒。县内主要的河流为巴曲，为金沙江一支流，由北向南汇入，长147公里，夏邛镇便位于巴曲右岸，平均流量52.1立方米/秒。
当地海拔较低，土地肥沃，是康区主要产粮区，被英文版的《Lonely Planet》认为是一个让人感到友好的、随和之地，素有“高原江南”之称。

### 气候
| 巴塘 (1981−2010)     | 巴塘 (1981−2010) | 巴塘 (1981−2010) | 巴塘 (1981−2010) | 巴塘 (1981−2010) | 巴塘 (1981−2010) | 巴塘 (1981−2010) | 巴塘 (1981−2010) | 巴塘 (1981−2010) | 巴塘 (1981−2010) | 巴塘 (1981−2010) | 巴塘 (1981−2010) | 巴塘 (1981−2010) | 巴塘 (1981−2010) |
| 月份                 | 1月              | 2月              | 3月              | 4月              | 5月              | 6月              | 7月              | 8月              | 9月              | 10月             | 11月             | 12月             | 全年             |
| -------------------- | ---------------- | ---------------- | ---------------- | ---------------- | ---------------- | ---------------- | ---------------- | ---------------- | ---------------- | ---------------- | ---------------- | ---------------- | ---------------- |
| 平均高温 °C（°F）    | 14.0 (57.2)      | 16.2 (61.2)      | 19.1 (66.4)      | 22.2 (72.0)      | 26.4 (79.5)      | 28.5 (83.3)      | 27.7 (81.9)      | 26.8 (80.2)      | 25.3 (77.5)      | 22.7 (72.9)      | 18.1 (64.6)      | 14.2 (57.6)      | 21.8 (71.2)      |
| 日均气温 °C（°F）    | 4.5 (40.1)       | 7.4 (45.3)       | 10.6 (51.1)      | 13.5 (56.3)      | 17.6 (63.7)      | 20.1 (68.2)      | 19.7 (67.5)      | 18.9 (66.0)      | 16.9 (62.4)      | 13.3 (55.9)      | 8.0 (46.4)       | 4.1 (39.4)       | 12.9 (55.2)      |
| 平均低温 °C（°F）    | −3.1 (26.4)      | −0.3 (31.5)      | 3.4 (38.1)       | 6.5 (43.7)       | 10.4 (50.7)      | 14.0 (57.2)      | 14.6 (58.3)      | 14.0 (57.2)      | 11.6 (52.9)      | 6.5 (43.7)       | 0.5 (32.9)       | −3.3 (26.1)      | 7.8 (46.0)       |
| 平均降水量 mm（）    | 0.1 (0.00)       | 1.1 (0.04)       | 6.5 (0.26)       | 19.6 (0.77)      | 33.3 (1.31)      | 82.9 (3.26)      | 132.5 (5.22)     | 111.2 (4.38)     | 82.6 (3.25)      | 23.0 (0.91)      | 4.0 (0.16)       | 0.6 (0.02)       | 497.4 (19.58)    |
| 平均相對濕度（％）   | 29               | 29               | 34               | 42               | 44               | 55               | 66               | 68               | 67               | 54               | 41               | 33               | 47               |
| 来源：中国气象数据网 |                  |                  |                  |                  |                  |                  |                  |                  |                  |                  |                  |                  |                  |

## 行政区划
巴塘县下辖5个镇、12个乡：
夏邛镇、中咱镇、措拉镇、甲英镇、地巫镇、拉哇乡、竹巴龙乡、苏哇龙乡、昌波乡、亚日贡乡、波密乡、莫多乡、松多乡、波戈溪乡、茶洛乡、列衣乡和德达乡。

## 交通
有 215国道、 318国道过境。巴塘县的松多乡和莫多乡有沿河公路通向白玉县的沙马乡、盖玉乡和绒盖乡，最后到达白玉县县城。巴塘客运站在县城的东北处。